# Ribeirinhos da Amazônia
Embora estejam presentes em outros estados, os povos ribeirinhos da Amazônia representam a maioria desta população tradicional no Brasil. O surgimento da cultura ribeirinha (ou cabocla) advém da aculturação dos povos indígenas em contato com os portugueses (um período que vai de 1500 a 1850), e uma segunda fase marcada pelo extrativismo da borracha (que vai de 1850 a 1970), onde aos dois primeiros elementos somam-se os nordestinos, que emigraram em busca de trabalho nos seringais.

## Histórico

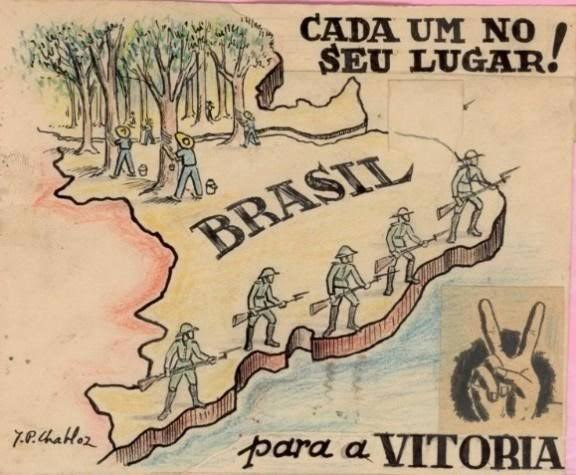
Cartaz de propaganda da Batalha da Borracha, anos 1940.

A população ribeirinha amazônica seria caracterizada por sua relação com o ciclo das águas e a natureza circundante, possuindo um extenso patrimônio cultural. Conforme descreve Chaves (2001, p.78):
| “ | (...)vivem em agrupamentos comunitários com várias famílias, localizados, como o próprio termo sugere, ao longo dos rios e seus tributários (lagos). A localização espacial nas áreas de várzea, nos barrancos, os saberes sócio históricos que determinam o modo de produção singular, o modo de vida no interior das comunidades ribeirinhas, concorrem para a determinação da identidade sociocultural desses atores. | ” |

Tal como a denominamos hoje, esta população surge a partir do século XIX, no Ciclo da Borracha, quando migrantes nordestinos se estabeleceram na Amazônia atraídos por promessas de bons salários trabalhando nos seringais. Com o aumento da concorrência internacional à borracha produzida no Brasil, a partir da década de 1950 os seringueiros viram-se sem a sua principal fonte de renda. Sem políticas públicas que os apoiassem na desmobilização, começaram a se espalhar ao longo dos rios Negro e Amazonas, bem como seus afluentes.
Apenas no século XXI, através do Decreto Presidencial nº 6.040/2007, o governo federal reconheceu a população ribeirinha dentro do conjunto mais amplo das populações tradicionais, ampliando o reconhecimento que já havia sido dado pela Constituição de 1988 aos indígenas e quilombolas.

## Organização
Por dispor de amplo conhecimento prático sobre o ambiente amazônico, as comunidades ribeirinhas lançam mão dos recursos florestais para a sua alimentação e sobrevivência. A terra é usada de forma comunitária, e o controle dos recursos básicos é feito coletivamente; a propriedade privada circunscreve-se às casas e quintais de cada família.
Para sua subsistência, estas comunidades lançam mão da pesca (sendo que peixe é a principal fonte de proteína destas populações) e da produção agrícola em pequena escala, geralmente de mandioca, com eventuais excedentes sendo comercializados nas cidades próximas para obter bens industrializados. 
Outras atividades econômicas com destaque nestas comunidades incluem a plantação de milho, a produção de farinha de mandioca, a coleta de castanha-do-pará e de açaí. Recentemente, algumas comunidades começaram a se utilizar do turismo de base comunitária como forma de obter renda de forma sustentável.